# Leo Robin
Leo Robin (Pensilvania, 6 de abril de 1900-California, 29 de diciembre de 1984) fue un letrista estadounidense de canciones de música popular, principalmente para películas.
Ganó el premio Óscar a la mejor canción original por "Thanks for the Memory", canción compuesta en 1938, con música de Ralph Rainger, para la película The Big Broadcast of 1938, donde era interpretada por Bob Hope y Shirley Ross.
También fue nominado al mismo premio en 1934 por la canción "Love in Bloom" que cantaron Bing Crosby y Kitty Carlisle en la película She Loves Me Not; y por "Whispers in the Dark" de la película Artists and Models.

## Premios y distinciones
Premios Óscar
| Año  | Categoría              | Canción                         | Película                  | Resultado |
| ---- | ---------------------- | ------------------------------- | ------------------------- | --------- |
| 1935 | Mejor canción original | "Love in Bloom"                 | Fuga apasionada           | Nominado  |
| 1938 | Mejor canción original | "Whispers in the Dark"          | Artistas y modelos        | Nominado  |
| 1939 | Mejor canción original | "Thanks for the Memory"         | The Big Broadcast of 1938 | Ganador   |
| 1940 | Mejor canción original | "Faithful Forever"              | Gulliver's Travels        | Nominado  |
| 1946 | Mejor canción original | «So in Love»                    | Un hombre fenómeno        | Nominado  |
| 1948 | Mejor canción original | «A Gal in Galico»               | La sinfonía del amor      | Nominado  |
| 1949 | Mejor canción original | «For Every Man There's a Woman» | Casbah                    | Nominado  |
| 1949 | Mejor canción original | «This Is the Moment»            | La dama del armiño        | Nominado  |
| 1953 | Mejor canción original | «Zing a Little Zong»            | Sólo para ti              | Nominado  |
| 1954 | Mejor canción original | «My Flaming Heart»              | La provinciana            | Nominado  |